# Нисса (растение)
Ни́сса (лат. Nýssa) — род растений, входящий в порядок Кизилоцветные. В качестве типового рода традиционно включается в состав олиготипного семейства Nyssaceae (Ниссовые) или (по системе APG) в подсемейство Nyssoidea широко понимаемого семейства Кизиловые (Cornaceae).
Род в настоящее время включает 3—4 североамериканско-мексиканских и около 7 южнокитайско-индонезийских видов. В ископаемом состоянии ниссы в большом количестве также встречаются в палеоцен-эоценовых отложениях бурого угля на территории Центральной Европы, Арктической Канады и северного Китая.

## Ботаническое описание
Ниссы — в основном крупные (высотой около 30 м) листопадные деревья, часть азиатских видов — вечнозелёные кустарники средних размеров. По крайней мере часть видов двудомны, все насекомоопыляемы. Соцветия головчатые, многоцветковые, плод — сочная ягодообразная односемянная костянка.

## Хозяйственное значение и применение
Американские виды имеют большое хозяйственное значение из-за своей исключительно твёрдой древесины, а также как источник ценного монофлёрного мёда, особенно популярного в штате Флорида.

## Список современных видов
Восточноазиатские виды:
- Nyssa javanica (Blume) Wangerin — Нисса яванская[5]
- Nyssa leptophylla W. P. Fang & T. P. Chen
- Nyssa shangszeensis W. P. Fang & Soong
- Nyssa shweliensis (W. W. Smith) Airy-Shaw
- Nyssa sinensis Oliver — Нисса китайская[5]
- Nyssa wenshanensis W. P. Fang & Soong
- Nyssa yunnanensis W. Q. Yin ex H. N. Qin & Phengklai

Американские виды:
- Nyssa aquatica L. — Нисса водяная[1]
- Nyssa biflora Walter
- Nyssa ogeche W.Bartram ex Marshall
- Nyssa sylvatica Marshall — Нисса лесная[5]